# 小野町 (兵庫県)
小野町（おのちょう）は、兵庫県加東郡にあった町。現在の小野市の中心部から南東部にかけての区域にあたる。本項では町制前の名称である小野村（おのむら）についても述べる。

## 地理
- 山岳：高塚山
- 河川：加古川、山田川、万勝寺川

## 歴史
- 1889年（明治22年）4月1日 - 町村制の施行により、小野町・垂井村・久下山村・葉多村・黒川村・中村・奥村・浄谷村・長尾村・後谷村・島谷村の区域をもって小野村が発足。
- 1915年（大正4年）5月1日 - 小野村が町制施行して小野町となる。
- 1954年（昭和29年）12月1日 - 河合村・来住村・市場村・大部村・下東条村と合併して小野市が発足。同日小野町廃止。

## 交通

### 鉄道路線
- 神戸電気鉄道（現・神戸電鉄）
  - 粟生線
    - 電鉄小野駅（現・小野駅） - 葉多駅

### 道路
- 国道175号

## 出身著名人
- 岡田五郎（元衆議院議員）
- 福島四郎（ジャーナリスト）